# Amandus
Amandus, også kaldet sankt Amand (ca. 584 – 675) var biskop i Tongeren-Maastricht og kristen missionær i Flandern. Han er agtet som en helgen af Frankrig og Belgien, han anerkendes også af den ortodokse og den romersk-katolske kirke, hans helgen dag er den 6. februar.